# 羽瀬川なぎ
羽瀬川 なぎ（はせがわ なぎ、1998年6月19日 - ）は日本の女優。
東京都出身。ケイファクトリー所属。

## 人物
- 特技は、バレーボール、十露盤[2]。
- 趣味は、スライム作り、スクイーズ集め、語学勉強（英語・中国語）[2]。

## 出演

### テレビドラマ
- 崖っぷちホテル! 第8話（2018年6月3日、日本テレビ） - マナヒラ王国王女・ロクサーヌ 役[3][4]
- コンフィデンスマンJP 最終話（2018年6月11日、フジテレビ） - キョウコ 役[5][6]
- ヒーローを作った男 石ノ森章太郎物語（2018年8月25日、日本テレビ）[注 1][7]
- よつば銀行 原島浩美がモノ申す!〜この女に賭けろ〜 第6話（2019年2月25日、テレビ東京）[8]
- 初めて恋をした日に読む話 最終話（2019年3月19日、TBS）[9]
- おしい刑事 第1話（2019年5月5日、NHK BSプレミアム）[10]
- 緊急取調室 3rd SEASON 第8話（2019年6月6日、テレビ朝日） - 皆川真由 役[11]
- 4分間のマリーゴールド 第4・6話（2019年11月1日・11月15日、TBS） - 田中麻衣 役[12]
- おっさんずラブ-in the sky- 第3話（2019年11月16日、テレビ朝日）[13]
- シロでもクロでもない世界で、パンダは笑う。 第2話（2020年1月19日、読売テレビ・日本テレビ系） - 柳本美樹 役
- ケイジとケンジ〜所轄と地検の24時〜 第6話（2020年2月20日、テレビ朝日） - 牧野小春 役
- オペレーションZ ～日本破滅、待ったなし～ 第1話（2020年3月15日、WOWOW） - 加藤 役
- Akiko's Piano 被爆したピアノが奏でる和音（2020年8月15日、NHK BSプレミアム） - 金井宏美 役
- 親バカ青春白書 第4話（2020年8月23日、日本テレビ） - ハタケの彼女 役
- 教場II（2021年1月3日・4日、フジテレビ） - 久我瀬ゆず 役
- イチケイのカラス第9話（2021年5月31日、フジテレビ） - 小中渚 役
- ゴシップ #彼女が知りたい本当の○○ 第5話（2022年2月3日、フジテレビ） - 同級生 役
- 真犯人フラグ 第16話（2022年2月13日、日本テレビ） - 同級生 役[14]
- 連続テレビ小説（NHK総合） 
  - カムカムエヴリバディ 第16週「1983」第73話 - （2022年2月14日- ） - 高山理恵 役[15][16][17]
  - 虎に翼 第9回 - 第130回（2024年4月11日 - 9月27日） - （村沢）玉 役
- ドクターホワイト 第8話（2022年3月7日、関西テレビ・フジテレビ） - 看護師 役
- ペットドクター花咲万太郎の事件カルテ（2022年3月26日、BS-TBS） - 徳永虹湖 役
  - ペットドクター花咲万太郎の事件カルテ2〜お隣さんは殺人犯!?〜（2023年12月29日） - 花咲虹湖 役
- 悪女（わる）〜働くのがカッコ悪いなんて誰が言った?〜 第2話 - （2022年4月13日 - 、日本テレビ） - 佐伯琴美 役
- 未来への10カウント 第4話・第5話（2022年5月5日・5月12日、テレビ朝日） - 横川結衣 役
- 終着駅シリーズ 第38作「十月のチューリップ」（2022年12月22日、テレビ朝日） - 川合理奈 役
- リバーサルオーケストラ 第4話・第5話・第9話（2023年2月1日・2月8日・3月8日、日本テレビ） - 石橋萌 役
- 警視庁・捜査一課長 スペシャル（2023年4月4日、テレビ朝日） - 和菓子店店員 役[18]
- 科捜研の女 season23 最終話（2023年10月4日、テレビ朝日） - 芦名瑞希 役[19]
- 旧車探して、地元めし 第9話（2023年10月14日、チャンネルNECO ） - 美女 役[20]
- アイドル誕生 輝け昭和歌謡（2023年12月1日、NHK BSプレミアム4K / 2024年1月2日、NHK BS） - 小向紀子 役
- 秘密〜THE TOP SECRET〜 第7話・第8話（2025年3月10日・17日、関西テレビ・フジテレビ） - 平野望美 役[21]

### 配信ドラマ
- アリバイ崩し承ります特別編 時計屋探偵とお祖父さんのアリバイ 前編 （2020年3月7日、AbemaTV）

### 映画
- さかな（2018年9月29日） - ヒロイン・近藤沙加奈 役[注 2][1]
- 今日も嫌がらせ弁当（2019年6月28日） - 紗耶香 役[22]
- 思い、思われ、ふり、ふられ（2020年8月14日）

### オリジナルビデオ
- 忍風戦隊ハリケンジャーでござる! シュシュッと20th Anniversary（2023年10月25日） - 照姫役

### 舞台
- いまを生きる（2018年10月5日 - 24日、新国立劇場） - クリス 役[23][24]
- 転校生 女子校版（2019年8月18日 - 27日、紀伊國屋ホール）[25]
- ON AIR 〜この音をキミに〜（2022年7月28日 - 8月7日、新国立劇場 小劇場 / 8月13日・14日、京都劇場） - 桜木鈴 役[26]
- 鎌塚氏、震え上がる（2025年3月 - 4月、世田谷パブリックシアター） - 相良アガサ 役[27]

### CM
- ゼリア新薬
  - ヘパリーゼW WEB-CM「大人になれない大人たちへ」篇（2018年12月19日 - ）[28][29][30]
  - ヘパリーゼW WEB-CM「上京」篇[31]
  - ヘパリーゼWゼリー WEB-CM「上京」篇[31]
- JA晴れの国岡山（2020年4月 - ）[32]
  - 「晴れて、一つに。」篇

### MV
- Saucy Dog「シーグラス」（2020年）[33]
- WurtS
  - 「分かってないよ」（2021年）
  - 「talking box」（2021年）
- マルシィ
  - 「未来図」（2022年）[34]
  - 「アリカ」（2023年）[35]
- TANEBI「デニム」（2022年）
- りりあ。「貴方の側に。」（2023年）[36]

## 書籍

### 雑誌
- NEXTGIRL図鑑 2019（2018年11月19日、玄光社）ISBN 978-4-7683-1118-9[37]
- ポートレート・ライティングのアイデア帳（2019年6月27日、玄光社）ISBN 978-4-7683-1194-3